# Josip Ogrinec
Josip Ogrinec, slovenski pripovednik, dramatik, prevajalec, šahist in pedagog, * 5. april 1844, Podgorje pri Kamniku, † 13. maj 1879, Vinkovci, Hrvaška.

## Življenjepis
Ogrinec se je rodil v kmečki družini očetu Jožefu in materi Neži (roj. Pogačar). Po osnovnem šolanju pri kamniških frančiškanih in končani gimnaziji v Ljubljani se je na materino željo vpisal na študij bogoslovja. Študij je po prvem letniku opustil. Odselil se je na Dunaj, kjer je študiral naravoslovne vede. Leta 1872 se je zaposlil kot suplent na gimnaziji v Novem mestu, nato pa leta 1878 postal profesor na gimnaziji v Vinkovcih.
Manj znano je, da se je Ogrinec ukvarjal tudi s šahom in šahovsko teorijo. Leta 1868 je v Slovenskem glasniku objavil štiri šahovske probleme. Ker pa je glasnik konec leta prenehal izhajati, je žal tudi Ogrinec nehal objavljati šahovske probleme. Vseeno pa ga štejemo za prvega, ki se je na slovenskem lotil šahovske teorije.

## Literarno delo
Od leta 1868 do smrti je svoja dela objavljal v raznih glasilih in revijah: Slovenski glasnik, Ljubljanski zvon, Slovenske večernice, Slovenski narod in Zora.
Opise in doživljaje iz narave je z naslovom Obrazi iz narave je objavljal v Slovenskem glasniku (1868), Glasniku (1869), Besedniku (1869) in Zvonu (1870). Nato se je posvetil »obrazom iz narodnega življenja«, med najznačilnejšimi sta Cunjar in Vaškega šolnika nedelja (oboje Zora 1872). Pisal je tudi daljše novele in povesti iz kmečkega življenja Čast in sramota (Slovenski narod, 1876) ter z zgodovinsko snovjo Vojnimir ali poganstvo in kerst (1871), ki pripoveduje o slovenski zgodovini v 8. stoletju. Prevedel je nekaj manj znanih odrskih del, sam pa je napisal čitalniški igri V Ljubljano jo dajmo! (1869) in Kje je meja? (1879). Desetletno Ogrinčevo pisateljsko delo sicer ni tolikšno, da bi ga mogli imenovati za plodovitega pisatelja, ki bi mu prinesel sloves. Vseeno pa je Ogrinec v svojih »obrazih« z opazovanjem, posnemanjem in opisovanjem stvarnosti kazal slovenski književnosti pot v realizem.